# Miguel Hidalgo, Chiapa de Corzo
Miguel Hidalgo är en ort i Mexiko.   Den ligger i kommunen Chiapa de Corzo och delstaten Chiapas, i den sydöstra delen av landet, 700 km öster om huvudstaden Mexico City. Miguel Hidalgo ligger 1 071 meter över havet och antalet invånare är 683.
Terrängen runt Miguel Hidalgo är kuperad. Runt Miguel Hidalgo är det ganska tätbefolkat, med 58 invånare per kvadratkilometer. Närmaste större samhälle är Tuxtla Gutiérrez, 17,8 km sydväst om Miguel Hidalgo. I omgivningarna runt Miguel Hidalgo växer huvudsakligen savannskog.